# Goldener Zaunpfahl

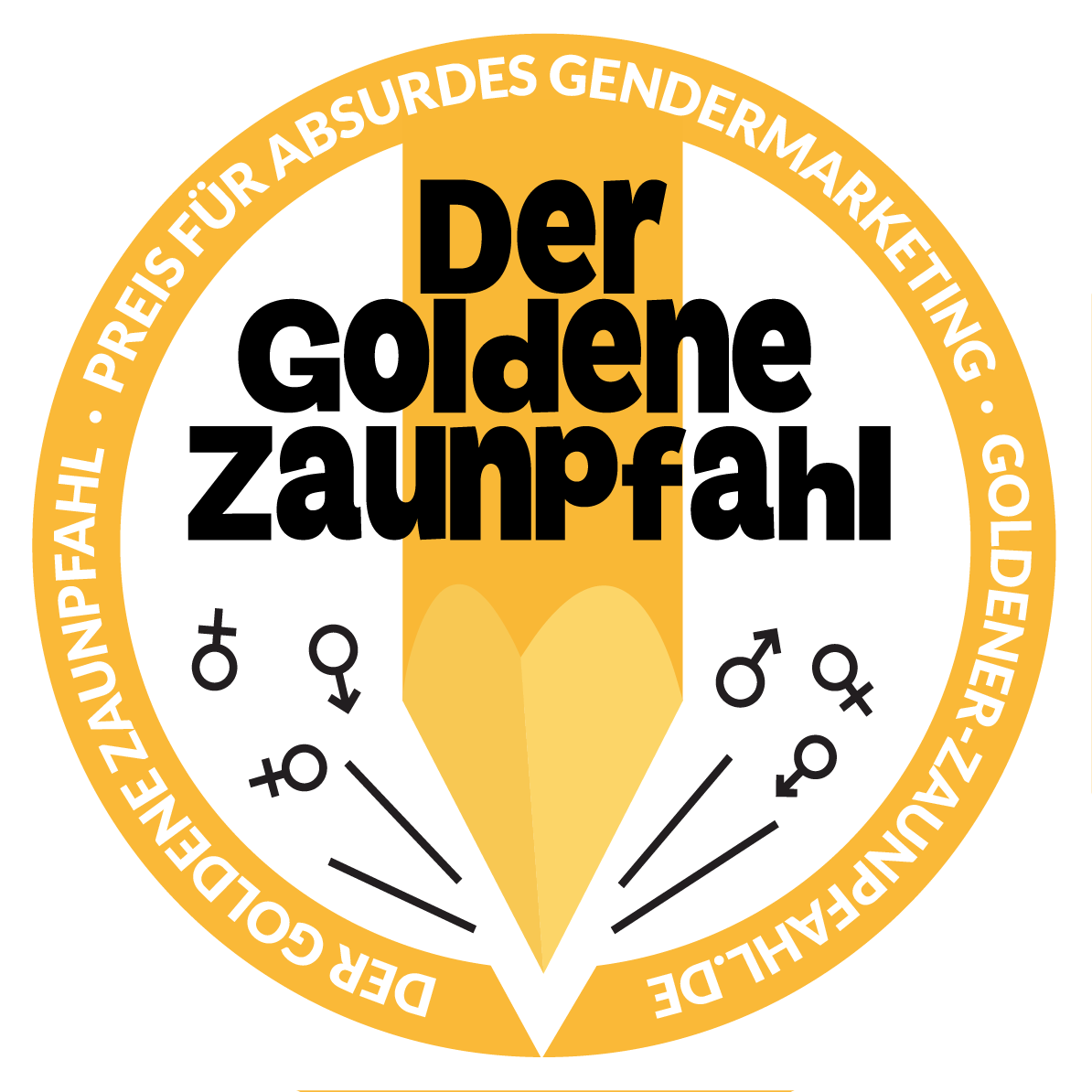
Der Goldene Zaunpfahl, Preis für absurdes Gendermarketing

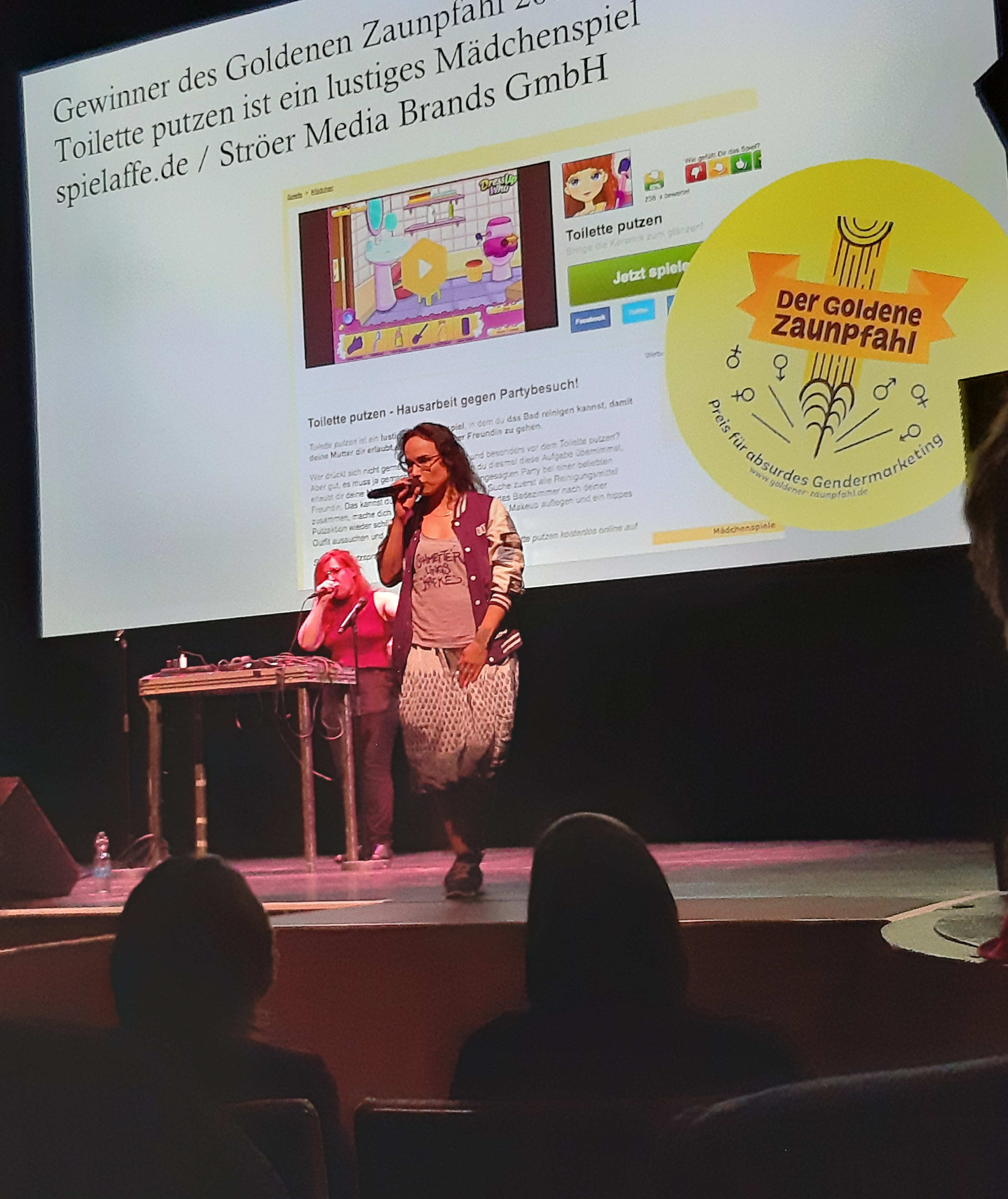
Preisverleihung des Goldenen Zaunpfahls 2019 mit Lia Sahin und Sookee

Der Goldene Zaunpfahl ist ein Negativpreis, der jährlich vom gemeinnützigen Verein klische*esc e. V. für absurdes Gender-Marketing verliehen wird. Er wurde erstmals 2017 vergeben und weist kritisch auf Produkte und Werbebotschaften hin, die sich zum Zwecke der Verkaufsförderung sexistischer und/oder diskriminierender Stereotype bedienen.

## Verfahren
Aus allen Einreichungen nominiert eine siebenköpfige Jury fünf potentielle Preisträger. Kriterien für die Nominierung sind eine genderfokussierte Ansprache der Zielgruppe, die Zuweisung stereotyper Eigenschaften oder klischeehafter Verhaltensweisen, das Herausstellen von Geschlechtsunterschieden, eine hierarchische Anordnung oder ein deutliches Ungleichgewicht in der Anzahl der abgebildeten Personen. Die Nominierten werden vor der Preisvergabe angeschrieben, um eine Stellungnahme gebeten und dazu eingeladen, den Preis ggf. persönlich in Empfang zu nehmen. Der Gewinner oder die Gewinnerin des Goldenen Zaunpfahls wird in Form einer öffentlichen Preisverleihung mit kulturellem Rahmenprogramm im Theaterkombinat Hebbel am Ufer in Berlin bekanntgegeben. 2020 gab es aufgrund der COVID-19-Pandemie keine Preisverleihung, sondern eine öffentliche Online-Abstimmung über die sieben von der Jury nominierten Beispiele für Gender-Marketing.
Als Gegenentwurf zum Goldenen Zaunpfahl wurde 2019 erstmals auch ein Best-Practice-Siegel, das freispiel-Abzeichen, vergeben.

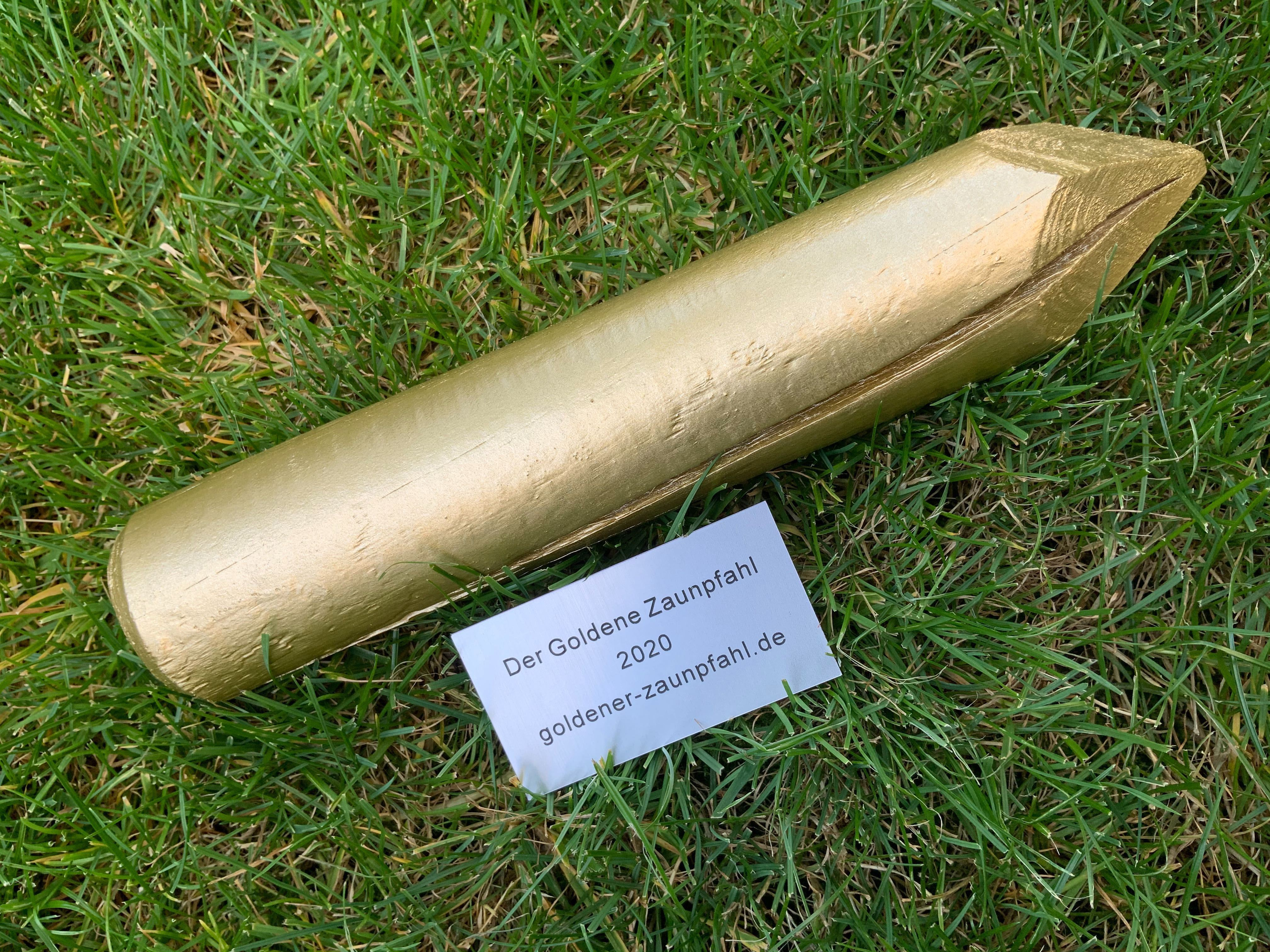
Der Goldene Zaunpfahl 2020, Negativpreis für absurdes Gendermarketing

## Preisträger und Nominierungen
| Jahr | Preisträger | Weitere nominierte Produkte/Platzierungen | Jury |
| ---- | --- | --- | --- |
| 2017 | Geschichten zum Lesenlernen (explizit für Mädchen bzw. für Jungs) von Pons-Verlag und Ernst Klett Verlag                                                                                                | 1. Kinder-Spielküche von JAKO-O 2. Werbespot für Folgemilch von Aptamil 3. Globus in den Farben Pink und Blau von Räthgloben 4. Ü-Ei für Mädchen von Ferrero | 1. Ferda Ataman 2. Daniel Bröckerhoff 3. Anke Domscheit-Berg 4. Nora Gomringer 5. Petra Lucht 6. Margarete Stokowski 7. Tarik Tesfu                                                                                      |
| 2018 | Barbie-Experimentierkasten von Kosmos Verlag | 1. Kuschelbohrhammer Papa & me von Sigikid 2. Werbespot Herren des Feuers von Edeka 3. Die Bibel (explizit für Frauen bzw. für Männer) von SCM R. Brockhaus 4. Warenkatalog Herbst/Winter 2017 (Printausgabe) von JAKO-O | 1. Antidiskriminierungsstelle des Bundes (ADS), vertreten durch Nathalie Schlenzka 2. Nina Klein und Jan Korte 3. Michel Arriens 4. Neue Deutsche Medienmacher, vertreten durch Tina Adomako 5. Lia Sahin 6. Armin Valet |
| 2019 | Toilette putzen ist ein lustiges Mädchenspiel (App) von Ströer Media Brands GmbH | 1. Nabelschnurscheren in Pink und Blau von ClinaStar 2. Rossfrau-Rabatte u. a. auf Putzmittel zum Weltfrauentag von Rossmann KG 3. Spielfiguren Shopping-Girls von geobra Brandstätter / Playmobil 4. Modellbausatz Drohne, Drohnenführer und zwei unbekleidete Damen von der Busch GmbH & Co. KG                                                         | 1. Martin Rücker 2. Sookee 3. Lia Sahin 4. Ulaş Aktaş 5. Eva-Maria Lemke 6. Michel Arriens 7. Tina Adomako |
| 2020 | »TOPModel« von Depesche Vertrieb GmbH & Co. KG | 1. Werbespot zum Muttertag von Edeka 2. Plakat „Weiß Ihre Tochter eigentlich schon, was sie werden will?“ der Zahnärztekammer Westfalen-Lippe 3. Eimer für Prinz und Prinzessin von Obi (Baumarkt) 4. Schulranzen von Scout (Schulranzen) 5. Kinder-Shirts von myToys.de 6. Gartensalat von Bonduelle                                                     | 1. Fikri Anıl Altıntaş 2. Josephine Apraku 3. Patricia Cammarata 4. Eva-Maria Lemke 5. Mirai Mens 6. Martin Rücker 7. Ann Kathrin Sost                                                                                   |
| 2021 | Produktpalette von dm-drogerie markt; Sonderpreis Goldener Zaunkönig an Lego Deutschland für Ratschläge zur Kindererziehung ohne Geschlechter-Stereotype trotz jahrelangem, intensivem Gender-Marketing | 1. Sonderheft Burda Baby von Hubert Burda Media 2. Babybodies von Shirtracer 3. Spielzeugkatalog von Theo Klein GmbH 4. Bücher 100 Dinge, die ein Junge wissen muss und 100 Dinge, die ein Mädchen wissen muss von Schwager und Steinlein Verlag 5. Buswerbung Oma’s neue Polin von Procura24.de 6. Online- und Printreklame von Bofrost                  | 1. Fikri Anıl Altıntaş 2. Patricia Cammarata 3. Raúl Krauthausen 4. Judith Rahner 5. Sibel Schick |
| 2022 | App Bibi und Tina: Reiterferien von Blue Ocean Entertainment | 1. Sportschau-Werbeplakat der ARD 2. Explizit an Mütter gerichtete Risikolebens- und Sterbegeldversicherung der ANNA 3. Instagram-Reklame von Tetesept 4. Werbespot für vegane Produkte der Rügenwalder Mühle 5. Tempo-Werbeanzeige mit einer Wäsche waschenden Astronautin 6. Themenwelt Adventures of Ayuma von Playmobil                               | 1. Boris von Heesen 2. Pia Ihedioha 3. Judith Rahner 4. Arn Sauer 5. Vertreter der AG" Absurdes Gendermarketing" der IGS Zetel Jonas Köhne, Eva Louise Langerenken und Josie Sandrine Janssen 6. Insa Thiele-Eich        |
| 2023 | Likör Zickengold von der Privatbrennerei Boente | 1. Gesamte Produktpalette von Kneipp 2. Babypuppen-Doppelpacks Magic Girl und Magic Boy sowie Baby Annabell und Baby Alexander von Zapf 3. Broschüre über Testosteronmangel der Deutschen Gesellschaft für Mann und Gesundheit 4. Filialgestaltung von Rofu Kinderland 5. Wickelrucksack für Väter von Daddynator 6. Toiletten-Katalogreklame von Geberit | 1. Florian Hacke 2. Boris von Heesen 3. Pia Ihedioha 4. Lisi Maier 5. Tebogo Nimindé-Dundadengar 6. Vertreter der IGS Zetel 7. Johanna Fröhlich Zapata                                                                   |
| 2024 | Schmerzmittel Buscopan Plus Pink von Sanofi | 1. Kinderräder von PUKY 2. Skort „Zina Tech“ von SPODECO 3. Waschanlagenreklame „Prim Wash“ von Clean & Clever GmbH 4. Produktreihe „Männersache“ von Niederegger 5. Käsesorte „Appenzellerin Elegant“ von Appenzeller Switzerland 6. Kinderkleidung von Ernsting’s family                                                                                | 1. Anna Dushime 2. Florian Hacke 3. Nils Pickert 4. Franziska Rauchut 5. Amelie Schillinger 6. Mitwirkende der AG Feminismus des Albert-Schweitzer-Gymnasiums 7. Johanna Fröhlich Zapata                                 |